# Мунчіторул (Чернівці)
Футбольний клуб «Мунчіторул» Чернівці (рум. Fotbal Club
Muncitorul Cernăuți), також в деяких перекладах можна зустріти назви: «Мунциторул» та «Мунціторул» — румунський футбольний клуб з міста Чернівці, заснований у першій половині XX століття робітничою громадою міста. Імовірно до 1927 року клуб носив пролетарську назву «Інтернаціонал» Чернівці (рум. Internațional Cernăuți), який розпочав свої виступи ще в 1920 році.

## Історія
Футбольний клуб був заснований у першій половині 20-го століття в Чернівцях. Команда виступала в регіональному чемпіонаті Буковини. Двічі грала в національному дивізіоні Румунії: сезон 1937/38 — «Дивізія C», сезон 1939/40 — «Дивізія B». В 1930-х роках також була заснована і хокейна команда, яка виступала у місцевому чемпіонаті. У 1940 році з приходом радянської влади на Буковину клуби було розформовано.

## Досягнення
- Чемпіонат Буковини
  -  Чемпіон: 1935/36, 1938/39[5]

## Відомі гравці
- Роберт Садовський — румунський футболіст, вихованець команди. Гравець національної збірної Румунії, учасник чемпіонату світу з футболу (1938).